# ام‌اس براهه
ام‌اس براهه (به انگلیسی: MS Brahe) یک کشتی بود که طول آن ۱۸۰ فوت ۶ اینچ (۵۵٫۰۲ متر) بود. این کشتی در سال ۱۹۴۳ ساخته شد.